# Camryn Grimes

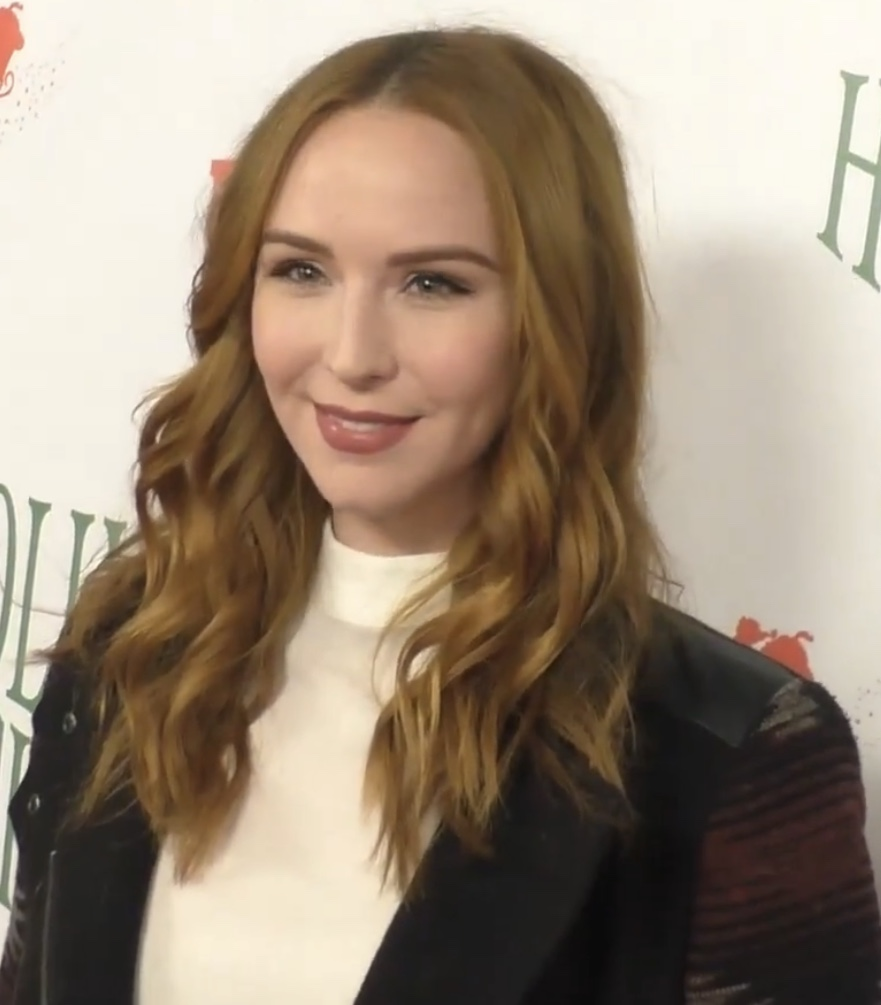
Camryn Grimes, 2016

Camryn Elizabeth Grimes (* 7. Januar 1990 in Van Nuys, Kalifornien) ist eine US-amerikanische Schauspielerin.

## Leben
Camryn Grimes ist die Tochter von Preston Lee und Heather Grimes. Camryn hat sechs Geschwister, vier Schwestern und zwei Brüder. Sie ist irischer und deutscher Abstammung.
Sie ist bekannt für ihre Rolle als Cassie Newman in der Fernsehserie Schatten der Leidenschaft, welche sie ab dem Jahr 1997 spielte. Im Jahr 2000 gewann sie für diese Rolle den Daytime Emmy und wurde somit im Alter von 10 Jahren die jüngste Gewinnerin in der Kategorie Beste Jungschauspielerin in einer Dramaserie. Im Mai 2005 starb Grimes Figur in der Serie an den Verletzungen eines Autounfalls. Seit dem Ausscheiden aus der Serie hatte sie als Cassies Geist Gastauftritte in den Jahren 2006, 2007, 2009 und 2010.
Im Jahr 2001 spielte Grimes die Rolle der Holly im Film Passwort: Swordfish neben Hugh Jackman, Halle Berry und John Travolta.

## Filmografie (Auswahl)
- 1997–2010: Schatten der Leidenschaft (The Young and the Restless, Fernsehserie)
- 1997: JAG – Im Auftrag der Ehre (JAG, Fernsehserie)
- 2001: Passwort: Swordfish (Swordfish)
- 2005: Emergency Room – Die Notaufnahme (ER, Fernsehserie)
- 2008: Ghost Whisperer – Stimmen aus dem Jenseits (Ghost Whisperer, Fernsehserie)
- 2009: Cold Case – Kein Opfer ist je vergessen (Cold Case, Fernsehserie)
- 2010: Navy CIS: L.A. (NCIS: Los Angeles, Fernsehserie)
- 2011: Make It or Break It (Fernsehserie)
- 2014: The Mentalist (Fernsehserie, eine Folge)
- seit 2014: Schatten der Leidenschaft (The Young and the Restless, Fernsehserie)
- 2019: Navy CIS (Fernsehserie, eine Folge)